# Ases de combate
Ases de combate (Dogfights en inglés; traducido literalmente como Peleas de Perros, conocido como Combates aéreos en España) es una serie de televisión que muestra reconstrucciones históricas de combates aéreos que tuvieron lugar en la Primera Guerra Mundial, Segunda Guerra Mundial, la guerra de Corea y la Guerra de Vietnam, así como los conflictos más pequeños tales como la Guerra del Golfo y la Guerra de los Seis Días. El programa, que se transmite por History, se compone de expilotos de combate que comparten sus historias de combates aéreos reales en las que participó, y utiliza imágenes generadas por ordenador (CGI) para dar al espectador una mejor perspectiva e inmersión en los combates. La serie se estrenó el 3 de noviembre de 2006.

## Formato de documental histórico
El espectáculo no solo ha simulado los combates aéreos, sino también la superficie de combates navales. Estos episodios se han citado como fuente de varios artículos de la Wikipedia. modelos simulados incluyen puntos de vista desde la cabina, los pilotos visibles a través de marquesinas, y daños en combate. Las comparaciones de las aeronaves, y las disecciones de maniobras particular, también se presentan. Jet y aeronaves propulsadas por hélice y barcos de varias épocas de la Primera Guerra Mundial a finales del siglo XX se ofrecen. La serie presenta a menudo las entrevistas de los pilotos y expertos, hasta ahora en su mayoría estadounidenses o sus aliados, aunque el primer episodio de la segunda temporada mostró entrevistas con los pilotos japoneses y alemanes.

## Información general
En cada episodio, existen combates aéreos históricos. Los pilotos de las luchas reales son traídos para volver a contar sus relatos de las batallas. Junto con las batallas, hay escenas ocasionales que describen las condiciones de vida del piloto y los acontecimientos que han ocurrido fuera de la batalla. Cada batalla es contada por el piloto y un narrador especial. Los efectos CGI se utilizan, ofreciendo una simulación realista. Además, el programa describe los aviones. Se necesita algún tiempo para describir sus ventajas y desventajas. También describe las maniobras y acrobacias aéreas se quitó por los pilotos. Por lo general, las batallas se dijo a los vencidos por el lado americano de cada guerra. De vez en cuando, hay otros enemigos introducidos en un combate naval, en vez de combate aéreo. A veces, los pilotos logran destruir las flotas de buques, o campos de bombas aéreas enemigas, pero el proceso es interrumpido por los aviones enemigos. Después de cada batalla, el espectáculo por lo general le da a cada piloto una breve biografía sobre las batallas futuras que pudieran luchar y, a continuación los créditos.

## Episodios

### Episodio Piloto
Los Más Grandes Combates Aéreos (Especial de 2 horas).

### Primera temporada
- 01. El Callejón de los MIG
- 02. Emboscada Aérea / Vietnam: Operación Bolo
- 03. Los Tigres Voladores
- 04. Guadalcanal
- 05. Tormenta sobre Hanoi
- 06. Combates sobre el Pacífico / El Asesino de Zeros
- 07. F8 Crusader Vs MiG 17 / The Last Gunfighter
- 08. El Hundimiento del Yamato / La Muerte de la Flota Imperial Japonesa
- 09. Cazando el Bismarck
- 10. Bombarderos vs. Cazas / Log Odds
- 11. Guerreros del Medio Oriente

### Segunda temporada
- 01. Kamikaze
- 02. Misiones Mortíferas de la Luftwaffe
- 03. Jet vs. Jet
- 04. P-47 Thunderbolt
- 05. Los Cañones Mortales de Vietnam
- 06. Ases del Desierto Israelí
- 07. Los Primeros Ases de Combate
- 08. Al Raz del Peligro (No hay Lugar para el Error)
- 09. Ases Nocturnos
- 10. Un Día Sangriento
- 11. P-51 Mustang
- 12. Ases de la Tormenta del Desierto
- 13. Los Pilotos de Tuskegee
- 14. Asesinos de MIGs del Midway
- 15. Ases Supersónicos / Rompiendo las Barreras del Sonido
- 16. La Leyenda de la Y-29 / La Derrota de la Luftwaffe
- 17. Armas Secretas de la Segunda Guerra Mundial
- 18. Ases del Futuro (Especial de 2 horas)

### Producciones Especiales para Latinoamérica
- 01. 1982 Malvinas: La guerra desde el aire (Especial de 2 horas)
- 02. Escuadrones de Honor: Latinoamericanos en la Segunda Guerra Mundial (Especial de 2 horas)

- Datos: Q3234572